# Rijssen-Holten
Rijssen-Holten (nederländsk lågsaxiska: Riesn-Hooltn) är en kommun i provinsen Overijssel i Nederländerna. Kommunens totala area är 94,38 km² (där 0,25 km² är vatten) och invånarantalet är på 38 204 invånare (2021). 
Kommun bildades efter en sammanslagning av kommunerna Holten och Rijssen. Området kring Holten är en del av regionen Salland, och området kring Rijssen är en del av regionen Twente.